# Wild Is the Wind (album)
Pour les articles homonymes, voir Wild is the wind.
Albums de Nina Simone
Let It All Out
(1966) High Priestess of Soul
(1967)
Wild Is the Wind est un album de Nina Simone paru en 1966 pour le label Philips Records.
Il est cité dans l'ouvrage de référence de Robert Dimery Les 1001 albums qu'il faut avoir écoutés dans sa vie.
Cet album est le numéro 212 de la liste "Les 500 plus grands albums de tous les temps selon Rolling Stone", réalisée en 2020.

## Titres
| 1. | I Love Your Lovin' Ways       | Bennie Benjamin, Sol Marcus | 2:35 |
| 2. | Four Women (en)               | Nina Simone                 | 4:24 |
| 3. | What More Can I Say           | Horace Ott, Made Brown, Jr. | 2:48 |
| 4. | Lilac Wine                    | James Shelton               | 4:13 |
| 5. | That's All I Ask              | Horace Ott                  | 2:28 |
| 6. | Break Down and Let It All Out | Van McCoy                   | 2:37 |

| 7.  | Why Keep On Breaking My Heart             | Bennie Benjamin, Sol Marcus     | 2:34 |
| 8.  | Wild Is the Wind                          | Dimitri Tiomkin, Ned Washington | 6:56 |
| 9.  | Black Is the Color of My True Love's Hair | Traditional                     | 3:24 |
| 10. | If I Should Lose You                      | Ralph Rainger, Leo Robin        | 3:56 |
| 11. | Either Way I Lose                         | Van McCoy                       | 2:43 |